# La Rivière (Gironde)
La Rivière is een gemeente in het Franse departement Gironde (regio Nouvelle-Aquitaine) en telt 321 inwoners (1999). De plaats maakt deel uit van het arrondissement Libourne.

## Geografie
De oppervlakte van La Rivière bedraagt 3,2 km², de bevolkingsdichtheid is 100,3 inwoners per km².
De onderstaande kaart toont de ligging van La Rivière (Gironde) met de belangrijkste infrastructuur en aangrenzende gemeenten.

## Demografie
Onderstaande figuur toont het verloop van het inwonertal (bron: INSEE-tellingen).